# Turnul Babel

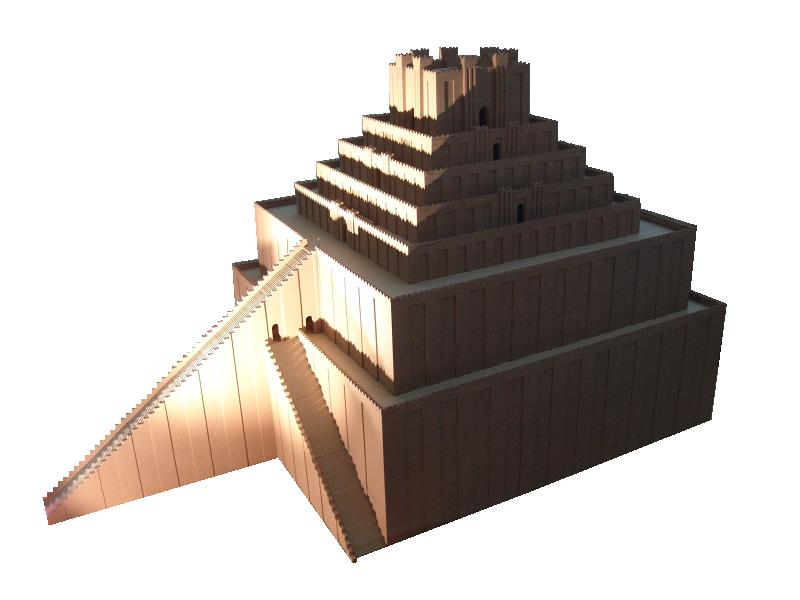
Reconstituirea Turnului Babel (Etemenanki), Pergamonmuseum (Berlin)

Turnul Babel (în ebraică מגדל בבל Migdal Bavel, în arabă برج بابل Buj Babil) este o structură pomenită în capitolul 11 din Geneză, un turn uriaș intenționat a fi principala realizare a orașului Babilu, numele akkadian pentru Babilon. 

## Generalități
Babilon (Babel) era un oraș unde întreaga omenire era unită, toți oamenii vorbind o singură limbă și migrând dinspre est; era orașul regelui Nimrod, și primul oraș construit după Potop. Oamenii au hotărât ca orașul lor să aibă un turn atât de mare încât vârful său "să ajungă la cer." (וְרֹאשׁוֹ בַשָּׁמַיִם). Însă, după cum scrie în Biblie, Turnul Babel nu era construit pentru a aduce slavă lui Dumnezeu, ci era dedicat unui scop fals, anume faima constructorilor lui și zeilor în care credeau aceștia. - Geneza 11:4. Însă Dumnezeu (scris în ebraică YHWH, tradus în română ca Yahweh, Iehova, sau cel mai adesea, Domnul), văzând că oamenii păcătuiau împotriva lui, le-a încurcat limbile și a împrăștiat limbile ca să nu se mai poată înțelege între ei pe tot pământul.
„Babel” este cuvântul echivalent în limba ebraică al cuvântului akkadian Babilu, un oraș cosmopolit recunoscut pentru multitudinea de limbi vorbite.
Turnul Babel a fost de mai multe ori asociat cu unele structuri cunoscute, mai ales cu Etemenanki, ziguratul lui Marduk, construit de Nabopolassar (anii 610 î.Hr.). 
O viziune sumeriană a acestei legende se păstrează în Enmerkar și Domnul Arattei.

## Răspunsul teologiei creștine
Biblia creștină se încheie cu viziunea din Apocalipsa lui Ioan, în care de data aceasta Dumnezeu însuși construiește o cetate, numită Ierusalimul ceresc, pe care o coboară din cer pe pământ.

## Cercetări recente
Pe tăblița găsită la Babilon în anul 1911 de către Robert Koldewey (1855-1925) din cadrul “Deutsche Orient-Gesellschaft”, cercetătorul englez Andrew George a identificat recent un zigurat compus din 7 trepte, ultima treaptă fiind templul din vârf . Silueta din dreapta tăbliței îl reprezintă pe Nabucodonosor al II-lea.
Ansamblul are un format patratic, cu latura de 90/90m, înălțimea de 91 m, format din cărămizi din lut ars, cimentate prin bitumen. Turnul a rezistat neașteptat de mult în timp. Pe vremea lui Alexandru cel Mare care a cucerit și acest oraș, turnul mai avea încă jumătate din înălțimea originală. Alexandru cel Mare a intenționat reconstrucția turnului, ordonând demolarea lui completă. Proiectul nu s-a mai realizat, din cauza morții lui în anul 323 î.C.

## Galerie de imagini

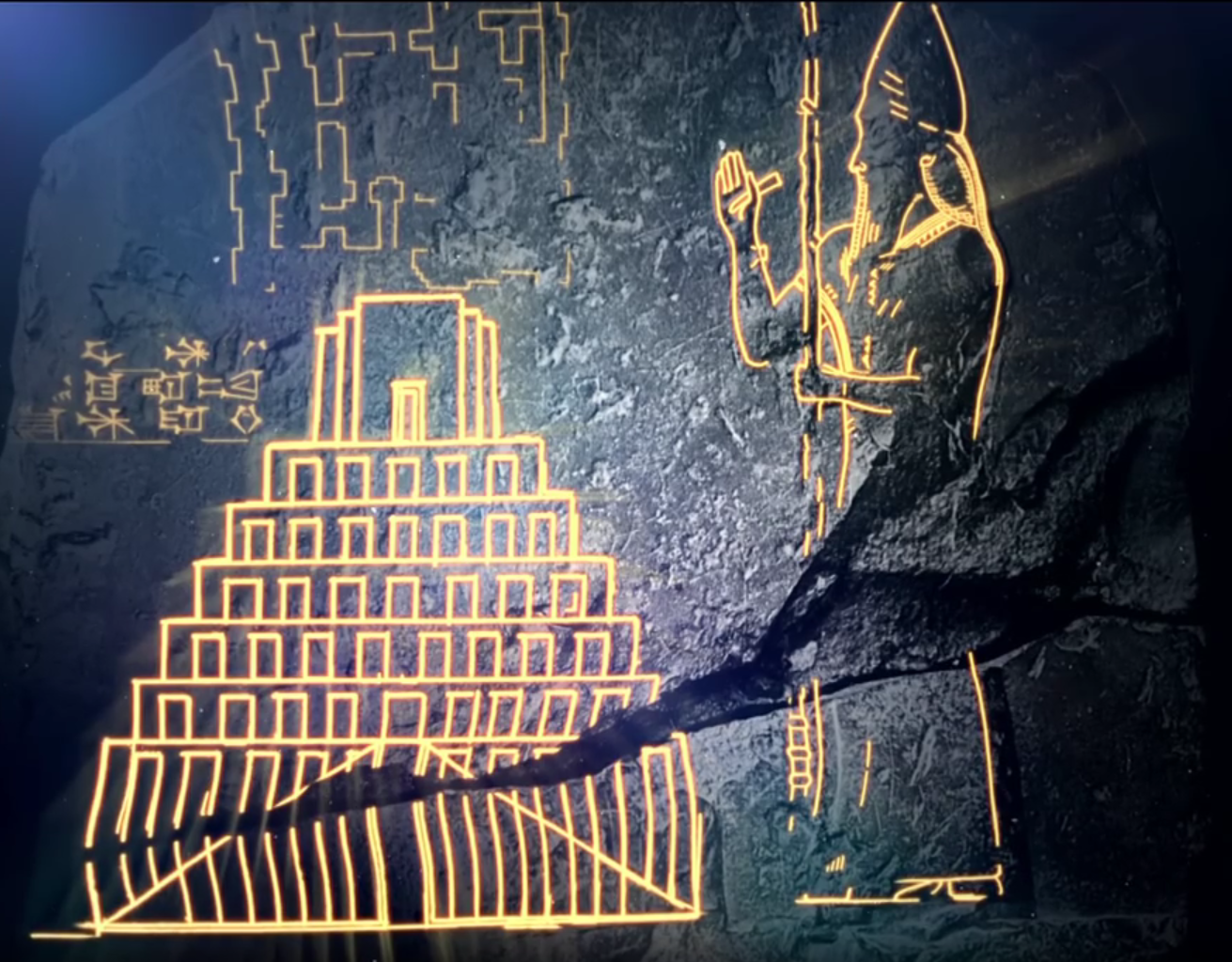
Tăblița găsită în 1911 cu imaginea Turnului Babel (Etemenanki)
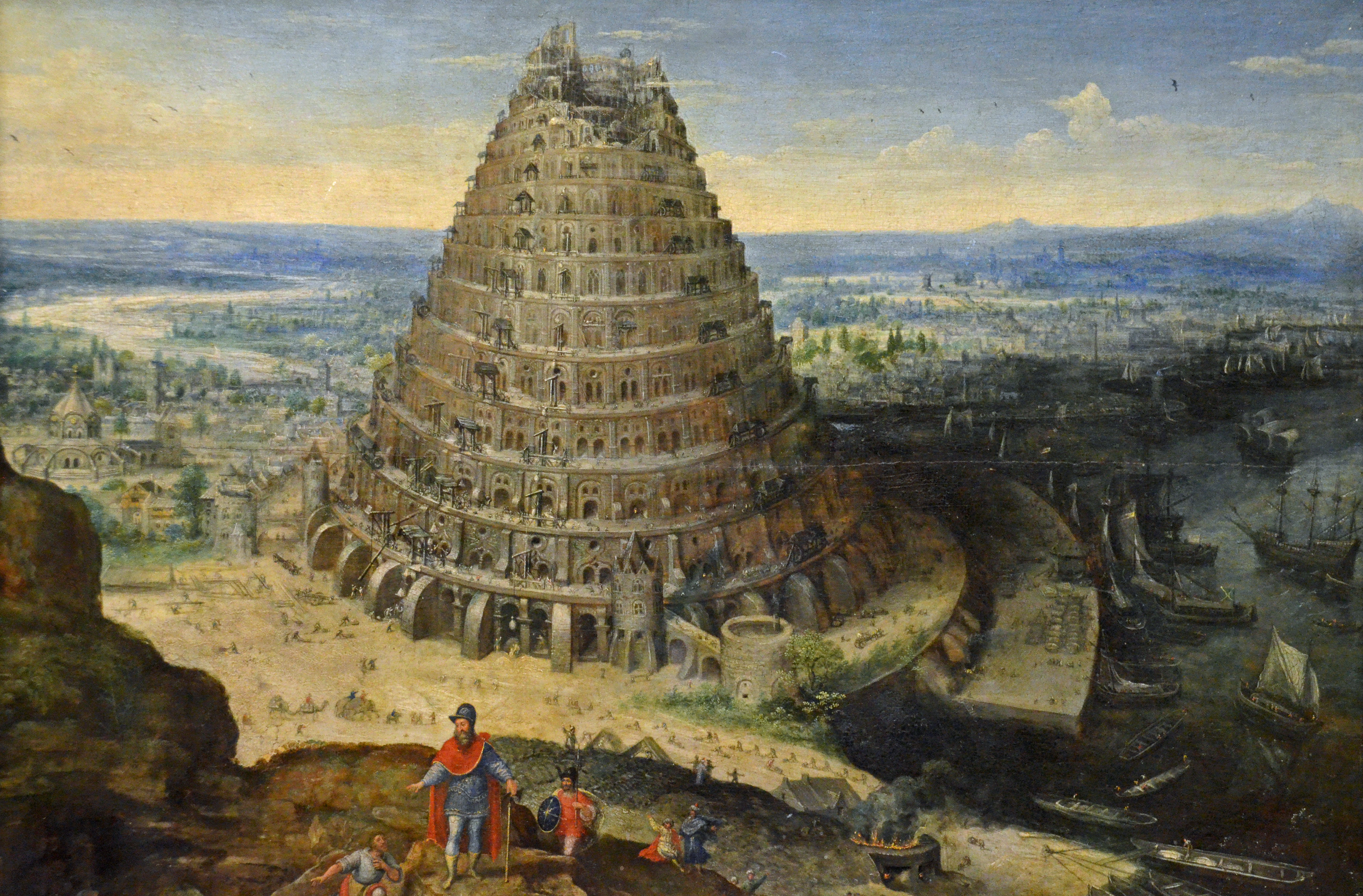
Turnul Babel, pictură de Lucas van Valckenborch (1594)
Turnul Babel, pictură de Pieter Bruegel cel Bătrân (1563)